# Maria Oliverio

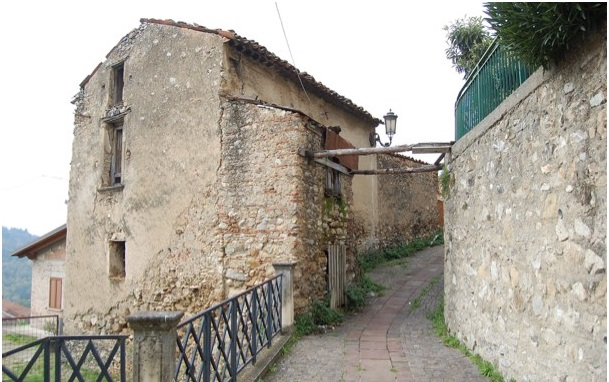
In questa casa sita in Macchia di Casali del Manco Ciccilla uccise la sorella Teresa Oliverio

Maria Oliverio, detta Ciccilla (Casole Bruzio, 30 agosto 1841 – Forte di Fenestrelle?, 1879 circa), è stata una brigante italiana, facente parte della banda di Pietro Monaco, suo marito, tra il maggio 1862 e il febbraio 1864, operante in Calabria all'indomani della proclamazione del Regno d'Italia di Vittorio Emanuele II.

## Biografia
Maria Oliverio, detta Ciccilla, nasce a Casole Bruzio il 30 agosto 1841 da Biagio e Giuseppina Scarcella. Il 3 ottobre 1858, all'età di 17 anni sposa Pietro Monaco e va a vivere nella frazione Macchia del comune di Spezzano Piccolo (oggi comune di Casali del Manco). Nel marzo 1862, pur non avendo commesso in precedenza alcun reato e senza alcun motivo fu arrestata, assieme alla sorella Teresa dal Maggiore Pietro Fumel. Fu reclusa nelle carceri del Convento di San Domenico (oggi ne restano solo i sotterranei e un tratto di muro) a Celico, per fare in modo che il marito Pietro Monaco si costituisse (come disse Maria nella testimonianza al processo); oppure, come sembra più probabile, per ricattare il marito al fine di uccidere alcuni briganti filoborbonici (Leonardo Bonaro - che incontrò José Borjes il 5 ottobre del 1861 - e il capobanda Pietro Santo Piluso chiamato Tabacchera). Questi ultimi furono uccisi subito prima della scarcerazione delle due sorelle. Ciccilla restò in carcere per due mesi. Uscita di prigione, allora ventenne, uccise la sorella per calunnia, con 48 colpi di scure. Si unì alla banda di briganti del marito. Fu accusata di innumerevoli reati: sequestri, rapine violente e a mano armata (chiamate grassazioni), furti, incendi, omicidi, uccisioni di animali domestici. I capi di imputazione furono ben 32, tutti elencati nel processo a suo carico che si tenne a Catanzaro nel febbraio 1864 all'indomani del suo arresto. Fra tutti i reati confessò solo l'omicidio della sorella, mentre per tutti gli altri disse di esservi stata costretta. La sua vita è stata raccontata per la prima volta nel libro di Peppino Curcio "Ciccilla" del 2010 Pellegrini editore. Successivamente è stata raccontata nel romanzo "Italiana", scritto da Giuseppe Catozzella e pubblicato da Arnoldo Mondadori Editore nel 2021. La Storia di Maria Oliverio è stata portata sul grande schermo con due pellicole. La prima realizzata nel 2015 dal circolo culturale Prometeo 88 di Casali del Manco per la regia di Mario Catalano, Paride Gallo e Giuseppe Salvatore dal titolo Ciccilla. La seconda del regista Calabrese Andrea Bonanno, il film dal titolo Brutta Cera è stato ideato nel 2009 ed è stato portato sul grande schermo il 14 ottobre 2019.

### I sequestri
Con la banda di Pietro Monaco, Ciccilla fu protagonista di molti atti di brigantaggio. Il più noto fu il sequestro di 9 persone, tra nobili, religiosi e proprietari di Acri, avvenuto il 31 agosto 1863, essi erano: Michele e Angelo Falcone, rispettivamente il fratello e il padre del patriota ed eroe della spedizione di Sapri, Giovan Battista Falcone, e del Maggiore della Guardia Nazionale Raffaele Falcone; Ferdinando Spezzano (che venne subito ucciso); Angelo Feraudo; Domenico Zanfini; Carlo Baffi; due preti, i fratelli Francesco e Saverio Benvenuto) e il Vescovo di Tropea, acrese di origine, Mons. Filippo Maria De Simone che, secondo Alexandre Dumas, "era internato ad Acri, perché imputato di opposizione al governo". Un'impresa che destò molto scalpore e paura per la neonata Italia, un sequestro di simboli più che di persone.
Un altro importante evento fu il sequestro dei cugini Achille Mazzei e Antonio Parisio a Santo Stefano, l'attuale Santo Stefano di Rogliano, il 18 giugno 1863. Il riscatto fruttò l'enorme cifra di 20 000 ducati permettendo alla banda di fare il "salto di qualità" del suddetto rapimento di Acri. Achille Mazzei è un patriota vicino al Governatore della Calabria Citra, Donato Morelli. Il fratello Raffaele è uno dei patrioti più attivi ed è protagonista, fin dal 1856, dell'attività clandestina di preparazione dell'arrivo di Garibaldi. Il padre Giuseppe morì nei moti risorgimentali del 1848 presso l'Angitola. Antonio Parisio è sindaco del paese componente di una delle più importanti, antiche (Aulo Giano Parrasio, fondatore dell'Accademia Cosentina nel 1511, apparteneva a questa nobile casata) e ricche famiglie del cosentino. Nel corso del processo per questo sequestro, (stranamente questo reato non è contemplato tra i 32 capi d'imputazione di Maria Oliverio), si scoprirono i retroscena di alcuni delitti che coinvolsero Pietro Monaco come brigante filo piemontese o, comunque, che colpì una famiglia (i mugnai Spadafora) notoriamente filo borbonica. Inoltre nello stesso processo un brigante pentito, Francesco Ciarlo, rivelò che la banda di Monaco fu chiamata da una persona dipendente (un torriere) di Achille Mazzei per rapire un giudice di nome Nicola Nicoletti. Pietro Monaco insieme a Maria Oliverio decisero di cambiare obiettivo e di rapire, invece, Achille Mazzei. Il 18 giugno del 1863 nel tardo pomeriggio davanti al sagrato della Chiesa Matrice di Santo Stefano tutta la banda Monaco con grida inumane, spari e violenze sequestrò gli sbigottiti e increduli cugini Mazzei e Parisio.
Il giorno successivo il plurisequestro di Acri, il 1º settembre del 1863, assunse il comando delle operazioni contro il brigantaggio nella Calabria Citra e Ultra il Generale Giuseppe Sirtori, già Capo di Stato Maggiore dei Mille, Presidente della Commissione parlamentare anti Brigantaggio (che produsse la nota Legge Pica e la relazione Massari) e persona vicinissima a Giuseppe Garibaldi. Lascerà la Calabria solo dopo che i processi che videro coinvolta Maria Oliverio si conclusero. A dare notizia, sia del clamoroso rapimento che del coinvolgimento del Generale Sirtori è il giornale L'Indipendente diretto da Alexandre Dumas che informerà i suoi lettori con diversi articoli delle vicende di Pietro Monaco e della Brigantessa Ciccilla fino alla ricostruzione dell'intera vicenda in un racconto di sette capitoli dedicati alla brigantessa e al marito Pietro Monaco dal titolo "Pietro Monaco sua moglie Maria Oliverio e i loro complici".. Il noto scrittore, che aveva già scritto di briganti calabresi, rimase alla fine deluso da questo brigante del tutto diverso da quelli che aveva immaginato in gioventù. Lo stesso anno scrive Robin Hood il proscritto: per questo, secondo alcuni autori, Pietro Monaco ne diventa l'ispiratore a contrario.

### La morte di Pietro Monaco
Il 23 dicembre 1863, la sera prima della vigilia di Natale, dopo un tradizionale cenone, il Monaco fu ucciso dal suo braccio destro Salvatore De Marco, alias Marchetta, con la complicità di Salvatore Celestino, alias Jurillu e Vincenzo Marrazzo, alias Diavolo (che aveva tentato di avvelenare la comitiva pochi giorni prima). Il rifugio della banda era nella valle di Jumiciello (un subaffluente del fiume Crati nel comune di Pedace), l'omicidio avvenne dentro una casella, ovvero essiccatoio per le castagne (tuttora esistente anche se diroccata), dove si era appena appisolato accanto alla moglie. In quella occasione, come descrive Maria Oliverio nel suo interrogatorio, la stessa pallottola che colpì Monaco al cuore ferì lei al polso. Secondo un poeta e giornalista dell'epoca, Luigi Stocchi, cercò di inseguire gli assassini, poi tornò dal cadavere del marito e lo decapitò per evitare che a farlo fossero i soldati piemontesi: ne bruciò la testa in un grande castagno (ancora lì), nei pressi del luogo dell'agguato e fuggì in Sila assieme al fratello Raffaele, al cugino del marito Antonio e al resto della banda rifugiatasi nelle vicine grotte (anche quelle ancora esistenti). Secondo Alexandre Dumas, invece: "Uno dei proprietari di Cosenza che aveva avuto ragione di dolersi crudelmente del capo … tagliò la testa di Monaco, la fece seccare in un forno e la tenne in casa per ornamento del suo scrittoio".
Per 47 giorni sfuggì alla caccia spietata della forza pubblica, con la ferita mal medicata al braccio che teneva stretto al collo. Alla fine fu catturata nel febbraio 1864, in una grotta in luogo impervio a strapiombo sul fiume Neto in località Serra del Bosco nel comune di Caccuri (oggi in provincia di Crotone), insieme ad Antonio Monaco e alcuni uomini della banda Palma: Pasquale Gagliardi e Ludovico Russo. La cattura fu preceduta da uno scontro a fuoco che durò due giorni, e causò la morte di due bersaglieri (Giovanni Spagnolini di Fara Novarese e Francesco Agnolini di Cittaducale) e uno squadrigliere del Barone Barracco (Michele Corvino). Durante lo scontro a fuoco fu ucciso e poi decapitato Antonio Monaco. Fu ucciso dopo la cattura, sebbene fosse solo ferito, anche Pasquale Gagliardi, mentre Ludovico Russo riuscì miracolosamente a fuggire nonostante fosse ferito. Si costituirà a San Giovanni in Fiore qualche giorno dopo. Probabilmente in quella grotta c'erano anche altri briganti della banda: Rosario Mangone di Casino (oggi Castelsilano) e Luigi Romanelli, alias Cacciafrittule, di San Giovanni in Fiore, morti asfissiati in una grotta vicino a Santa Severina il 15 febbraio sorpresi dagli squadriglieri del barone Drammis di Scandale. Alcuni riferiscono anche della presenza del fratello di Maria Oliviero, Raffaele, alias Niurone (che sopravvisse, per altri due anni, aggregato prima alle bande Spinelli, poi a quella di Pietro Bianchi (con il quale compì delle rappresaglie a danno di delatori nell'estate dello stesso anno assieme a tutta la banda di Bianchi), nelle foreste del Gariglione nella Sila Catanzarese, poi di Carmine Noce di Pietrafitta e infine alla banda di Sijnardi/De Luca di Pietrafitta e Pedace).

### Il processo
Processata a Catanzaro dal Tribunale di Guerra della Calabria Ultra fu condannata a morte. Fu l'unica brigantessa italiana alla quale venne data una tale pena, ma il re Vittorio Emanuele II le concesse la grazia dietro precisa richiesta del generale Giuseppe Sirtori e del Giudice della Corte d'Appello di Catanzaro, Nicola Parisio, (zio di uno dei suoi facoltosi sequestrati) commutando la pena di morte in ergastolo ("lavori forzati a vita") forse scontato presso il Forte di Fenestrelle, in Val Chisone, dove secondo alcune mere ipotesi prive di prove, forse, si spense quindici anni dopo. In effetti non esistono documentazioni certe che ci possano far risalire alla vera, successiva storia della sua vita o ai dati relativi alla sua data di morte o luogo di sepoltura.